# Copa Mundial Junior de Hockey
La Copa Mundial Junior de Hockey Masculino es la máxima competición internacional para selecciones nacionales de hockey sub-21. Es organizado por la Federación Internacional de Hockey (FIH). La primera edición se llevó a cabo en 1979.
La selección de Alemania es el máximo ganador del torneo con siete títulos. Le siguen las selecciones de India y Argentina con dos trofeos, mientras que las selecciones de Pakistán y Australia lo ganaron en una ocasión.

## Formato
El Campeonato Mundial Junior de Hockey consiste en una fase de clasificación y una fase final del torneo. Todos los equipos que participan en la fase final del torneo jugaron en la fase de clasificación.

### Fase de clasificación
Todos los equipos que pretendan clasificarse para la fase final deberán jugar su respectiva fase de clasificación de su confederación, que por lo general es el Campeonato regional. Cada confederación continental recibe, por lo menos dos cupos para la fase final y la FIH determina que federaciones recibirán lugares adicionales.

### Fase final (torneo)
La fase final del torneo cuenta con los campeones continentales y otros equipos clasificados. El sistema de disputa es determinado por la FIH y suele variar por lo general.
En el torneo más reciente en el año 2023, los equipos jugaron una fase todos contra todos, en grupo de 4 integrantes, donde los dos mejores equipos de cada grupo avanzan a la segunda ronda, que permite seguir con oportunidades de ganar el torneo y los equipos restantes juegan para determinar las posiciones de la clasificación final. Los grupos se determinaron a través de la Clasificación Mundial de la FIH.

## Ediciones
| 1979          | Versalles     | Pakistán         | 2:0            | Alemania Federal | Países Bajos   | 2:1            | Malasia        |  |  |  |  |  |
| 1982          | Kuala Lumpur  | Alemania Federal | 4:1            | Australia        | Pakistán       | 10:0           | Malasia        |  |  |  |  |  |
| 1985          | Vancouver     | Alemania Federal | 4:1            | Países Bajos     | Pakistán       | 4:2            | Australia      |  |  |  |  |  |
| 1989          | Ipoh          | Alemania Federal | 1:1 (4:2)      | Australia        | Pakistán       | 6:2            | Corea del Sur  |  |  |  |  |  |
| 1993          | Tarrasa       | Alemania         | 3:1            | Pakistán         | Australia      | 3:1            | Países Bajos   |  |  |  |  |  |
| 1997 Detalles | Milton Keynes | Australia        | 3:2            | India            | Alemania       | 4:2            | Inglaterra     |  |  |  |  |  |
| 2001 Detalles | Hobart        | India            | 6:1            | Argentina        | Alemania       | 5:1            | Inglaterra     |  |  |  |  |  |
| 2005 Detalles | Róterdam      | Argentina        | 2:1            | Australia        | España         | 1:1 (5:4)      | India          |  |  |  |  |  |
| 2009 Detalles | Johor Bahru   | Alemania         | 3:1            | Países Bajos     | Australia      | 4:1            | Nueva Zelanda  |  |  |  |  |  |
| 2013 Detalles | Nueva Delhi   | Alemania         | 5:2            | Francia          | Países Bajos   | 7:2            | Malasia        |  |  |  |  |  |
| 2016 Detalles | Lucknow       | India            | 2:1            | Bélgica          | Alemania       | 3:0            | Australia      |  |  |  |  |  |
| 2021 Detalles | Bhubaneshwar  | Argentina        | 4:2            | Alemania         | Francia        | 3:1            | India          |  |  |  |  |  |
| 2023 Detalles | Kuala Lumpur  | Alemania         | 2:1            | Francia          | España         | 3:1            | India          |  |  |  |  |  |
| 2025 Detalles | Chennai       | Por disputarse   | Por disputarse | Por disputarse   | Por disputarse | Por disputarse | Por disputarse |  |  |  |  |  |

### Medallero Histórico
| Rank. | Equipo       | Oro | Plata | Bronce | Total |
| ----- | ------------ | --- | ----- | ------ | ----- |
| 1     | Alemania     | 7   | 2     | 3      | 12    |
| 2     | India        | 2   | 1     | -      | 3     |
| 2     | Argentina    | 2   | 1     | -      | 3     |
| 4     | Australia    | 1   | 3     | 2      | 6     |
| 5     | Pakistán     | 1   | 1     | 3      | 5     |
| 6     | Países Bajos | -   | 2     | 2      | 4     |
| 7     | Francia      | -   | 2     | 1      | 3     |
| 8     | Bélgica      | -   | 1     | -      | 1     |
| 9     | España       | -   | -     | 2      | 2     |